# Landtagswahl im Saarland 2004
- SPD: 18
- Grüne: 3
- FDP: 3
- CDU: 27

Die Wahl zum 13. Landtag des Saarlands fand am 5. September 2004 statt. Die CDU ging als klarer Sieger aus der Wahl hervor und stellte weiterhin eine CDU-Alleinregierung.

## Ausgangssituation

### Spitzenkandidaten
Für die CDU trat erneut der amtierende Ministerpräsident Peter Müller als Spitzenkandidat an. Die SPD schickte ihren Fraktionsvorsitzenden Heiko Maas ins Rennen.

### Wahlziele
Peter Müller trat an, um seine absolute Mehrheit aus dem Jahr 1999 bestätigen zu lassen. Die SPD und Heiko Maas wollten die Mehrheit zurückgewinnen und eine von der SPD geführte Regierung bilden. Die Grünen und die FDP setzten sich das Ziel wieder in den Landtag einzuziehen.

## Ergebnis
Die Regierungspartei CDU konnte erneut Stimmgewinne verzeichnen und war nun mit 27 Mandaten (+1) im Landtag vertreten. Der große Verlierer der Wahl war die SPD. Sie erlitt einen drastischen Stimmeneinbruch, verlor 7 Abgeordnete und erhielt nur noch 18 Sitze. Dies stellte das bis dahin schlechteste Ergebnis der Sozialdemokraten seit der Wahl von 1960 dar. Den Grünen und der FDP gelang der Sprung über die Fünf-Prozent-Hürde. Sie entsandten je drei Vertreter in den Saarbrücker Landtag. Im Laufe der Legislaturperiode trat eine Abgeordnete der Grünen aus der Partei aus und verblieb als fraktionsloses Mitglied im Landtag. Die NPD scheiterte mit 4 % verhältnismäßig knapp am Einzug in den Landtag. Die Familienpartei erreichte das höchste Ergebnis ihrer Geschichte bei einer Landtagswahl.
| Partei  | Stimmen | Stimmanteil | Sitze |
| ------- | ------- | ----------- | ----- |
| CDU     | 209 690 | 47,5 %      | 27    |
| SPD     | 136 224 | 30,8 %      | 18    |
| GRÜNE   | 24 830  | 5,6 %       | 3     |
| FDP     | 22 842  | 5,2 %       | 3     |
| NPD     | 17 590  | 4,0 %       | -     |
| FAMILIE | 13 106  | 3,0 %       | -     |
| PDS     | 10 240  | 2,3 %       | -     |
| GRAUE   | 6 285   | 1,4 %       | -     |
| DSO     | 459     | 0,1 %       | -     |
| DP      | 362     | 0,1 %       | -     |

Wahlbeteiligung: 55,5 %

## Regierungsbildung
Die absolute Mehrheit der CDU wurde bestätigt und sogar noch ausgebaut. Daraus resultierend konnte Peter Müller erneut ohne einen Koalitionspartner eine Regierung bilden.

## Umfragen
|                         | CDU  | SPD  | Grüne | FDP | Datum    |
| ----------------------- | ---- | ---- | ----- | --- | -------- |
| Infratest               | 51 % | 30 % | 7 %   | 5 % | 28.08.04 |
| Forschungsgruppe Wahlen | 50 % | 31 % | 6 %   | 3 % | 20.08.04 |
| Forsa                   | 54 % | 29 % | 6 %   | 4 % | 17.08.04 |